# VV Velox in het seizoen 1964/65
Het seizoen 1964/1965 was het zesde jaar in het bestaan van de Utrechtse betaaldvoetbalclub Velox. De club kwam uit in de Eerste divisie en eindigde daarin op de vierde plaats. Tevens deed de club mee aan het toernooi om de KNVB Beker, hierin werd in de derde ronde verloren van SVV (0–3).

## Wedstrijdstatistieken

### Eerste divisie
|       | Alkmaar '54 | Blauw-Wit | DHC   | Eindhoven | Elinkwijk | Enschedese Boys | Excelsior | Holland Sport | N.E.C. | RBC   | Veendam | Volendam | De Volewijckers | VVV   | Willem II |
| ----- | ----------- | --------- | ----- | --------- | --------- | --------------- | --------- | ------------- | ------ | ----- | ------- | -------- | --------------- | ----- | --------- |
| Thuis | 2 – 1       | 1 – 1     | 1 – 1 | 3 – 3     | 0 – 1     | 2 – 2           | 1 – 1     | 1 – 0         | 1 – 1  | 4 – 2 | 2 – 2   | 1 – 1    | 3 – 2           | 4 – 4 | 2 – 3     |
| Uit   | 0 – 1       | 0 – 1     | 0 – 2 | 2 – 1     | 0 – 2     | 1 – 2           | 1 – 3     | 2 – 4         | 3 – 3  | 3 – 1 | 1 – 4   | 1 – 1    | 1 – 1           | 3 – 0 | 0 – 3     |

### KNVB Beker
| 1e ronde                                     | ZFC                                        | 0 – 2 (0 – 1) | Velox                                                      |
| 4 oktober 1964 Plaats: Zaandam Westzanerdijk |                                            |               | 28' Leen Morelisse 57' Joop Optekamp                       |
| 2e ronde                                     | Velox                                      | 2 – 1 (0 – 1) | Sportclub Enschede                                         |
| 6 december 1964 Plaats: Utrecht Koningsweg   | Willem van Hanegem 51' Joop van Maurik 82' |               | 8' Willem de Vries                                         |
| 3e ronde                                     | Velox                                      | 0 – 3 (0 – 2) | SVV                                                        |
| 28 februari 1965 Plaats: Utrecht Koningsweg  |                                            |               | 28' Wout van Meeteren 40' Dick van Dijk 63' Jan van Dongen |

## Statistieken Velox 1964/1965

### Eindstand Velox in de Nederlandse Eerste divisie 1964 / 1965
| Stand | Gespeeld | Gewonnen | Gelijk | Verloren | Punten | Doelpunten voor | Doelpunten tegen |
| ----- | -------- | -------- | ------ | -------- | ------ | --------------- | ---------------- |
| 4e    | 30       | 13       | 11     | 8        | 37     | 54              | 42               |

### Topscorers
| #      | Naam               | Goal |
| ------ | ------------------ | ---- |
| 1.     | Willem van Hanegem | 12   |
| 2.     | Wim Adelaar        | 10   |
| 3.     | Joop van Maurik    | 9    |
| 4.     | Willem van Arnhem  | 6    |
| 4.     | Leen Morelissen    | 6    |
| 6.     | Cees Sluijk        | 4    |
| 6.     | Gijs Uittenbosch   | 4    |
| 8.     | Co Lissenberg      | 1    |
| 8.     | Joop Optekamp      | 1    |
| 8.     | Ton Sambeek        | 1    |
| Totaal | Totaal             | 54   |

| #      | Naam               | Goal |
| ------ | ------------------ | ---- |
| 1.     | Willem van Hanegem | 1    |
| 1.     | Joop van Maurik    | 1    |
| 1.     | Leen Morelisse     | 1    |
| 1.     | Joop Optekamp      | 1    |
| Totaal | Totaal             | 4    |

## Voetnoten
Alkmaar '54 ·
Blauw-Wit ·
DHC ·
Elinkwijk ·
Enschedese Boys ·
Eindhoven ·
Excelsior ·
Holland Sport ·
N.E.C. ·
RBC ·
Veendam ·
Velox ·
Volendam ·
De Volewijckers ·
VVV ·
Willem II